# Fritz Spielmann (Músic)
Fritz Spielmann   (Viena, 20 de novembre de 1906 - Nova York, 21 de març de 1997) va ser un compositor, artista de cabaret, pianista i cantant austríac.

## Carrera
Spielmann va néixer a Viena, fill de l'electricista Max Spielmann i de la seva dona Mathilde, nascuda Brück. Als dotze anys va començar a estudiar amb Joseph Marx i Hans Gál a l'Acadèmia de Música de Viena. El 1927 es va graduar amb honors en composició i piano. Després va treballar com a répétiteur i director d'orquestra a Berlín i Breslau i també va actuar públicament com a pianista. El 1931, juntament amb Peter Hammerschlag i Alex Szekely, va formar part del conjunt fundador del cabaret de Stella Kadmon "Der Liebe Augustin" a Viena, per al qual va treballar com a pianista i compositor. Al cafè nocturn "Fiaker" tocava com a animador de piano. Es va fer famós com a escriptor de cançons populars vieneses i èxits de ball actuals basats en models nord-americans.
El 1934 va conèixer el compositor i lletrista Stephan Weiss, amb qui va treballar en equip fins a la seva emigració. Probablement el més reeixit va ser el seu èxit "Schinkenfleckerln", una cançó vienesa que cantava sobre una especialitat culinària i es va donar a conèixer a través de la interpretació d'Hermann Leopoldi. Amb Weiss també va compondre la música de diverses revistes i comèdies musicals, per a les quals autors com Hans Weigel, Fritz Rotter i Max Colpet van escriure les lletres.
La cantant noruega Kirsten Heiberg va cantar els èxits "Evenings at the Piano", "Invisible Tears", "Like the Snow of Last Year" i "Don't Ask About the Past" de la seva opereta de revistes "Pam- Pam".
El "Anschluss" el 1938 el va obligar a fugir de Viena com a artista jueu. Va deixar la seva terra natal cap a França a finals de maig; va haver de deixar enrere els seus pares i la seva dona Mary, una anglesa vídua. Després de desviar-se per París i Cuba, finalment va aterrar a Amèrica la tardor de 1939. En un bar de "l'Upper West Side" de Manhattan, que va rebre el nom de "Fiaker" segons el cafè nocturn de Viena, va començar a treballar de nou com a "cantant d'ànim vienès". Ara es deia "Fred Spielman" i, juntament amb Jimmy Berg i Hermann Leopoldi, van formar el "triumvirat artístic" de l'escena del cabaret emigrant de Nova York. La connexió amb el mercat musical nord-americà el va succeir sense problemes perquè les seves cançons sonaven realment americanes; van ser interpretats per Bing Crosby i Judy Garland, Elvis Presley i l'heroic tenor danès Lauritz Melchior, que una vegada havia cantat papers de Wagner. Spielmann va obtenir la ciutadania nord-americana el 1944.
Als Estats Units, Spielmann també va tenir èxit com a compositor de musicals i pel·lícules després del 1945. Va obrir una nova àrea component música per al gènere cinematogràfic de l'Oest.
Spielmann no va tornar a Europa fins al 1970. Va saber que tota la seva família havia estat víctima de la Shoah: va perdre el pare i la mare al camp de concentració de Chelmno el setembre de 1942. El 1975 el ministre d'Educació austríac li va atorgar el títol de professor. El 1986 va rebre la "Medalla d'Honor de Plata pels Serveis a l'Estat de Viena". Fritz Spielmann va morir el 21 de març de 1997 a Nova York.
El seu patrimoni es troba ara a Berlín a l'Acadèmia de les Arts.
El març de 1998, Janus Ensemble va estrenar el programa de concerts "La metamàgica de Fritz Spielmann", en el qual vuit compositors austríacs contemporanis s'ocupen de la música, a "La primavera va tornar a Viena", al Festival Fritz Spielmann a la RadioKulturhaus i al Literaturhaus i al persona de Fritz Spielmann.